# Malleville-les-Grès
Malleville-les-Grès est une commune française située dans le département de la Seine-Maritime en région Normandie.

## Géographie

### Communes limitrophes
| Veulettes-sur-Mer    |                     | Paluel     |
| Auberville-la-Manuel | Malleville-les-Grès | Vittefleur |
| Butot-Vénesville     | Canouville          |            |

### Hydrographie
La commune est située dans le bassin Seine-Normandie. Elle n'est drainée par aucun cours d'eau,.

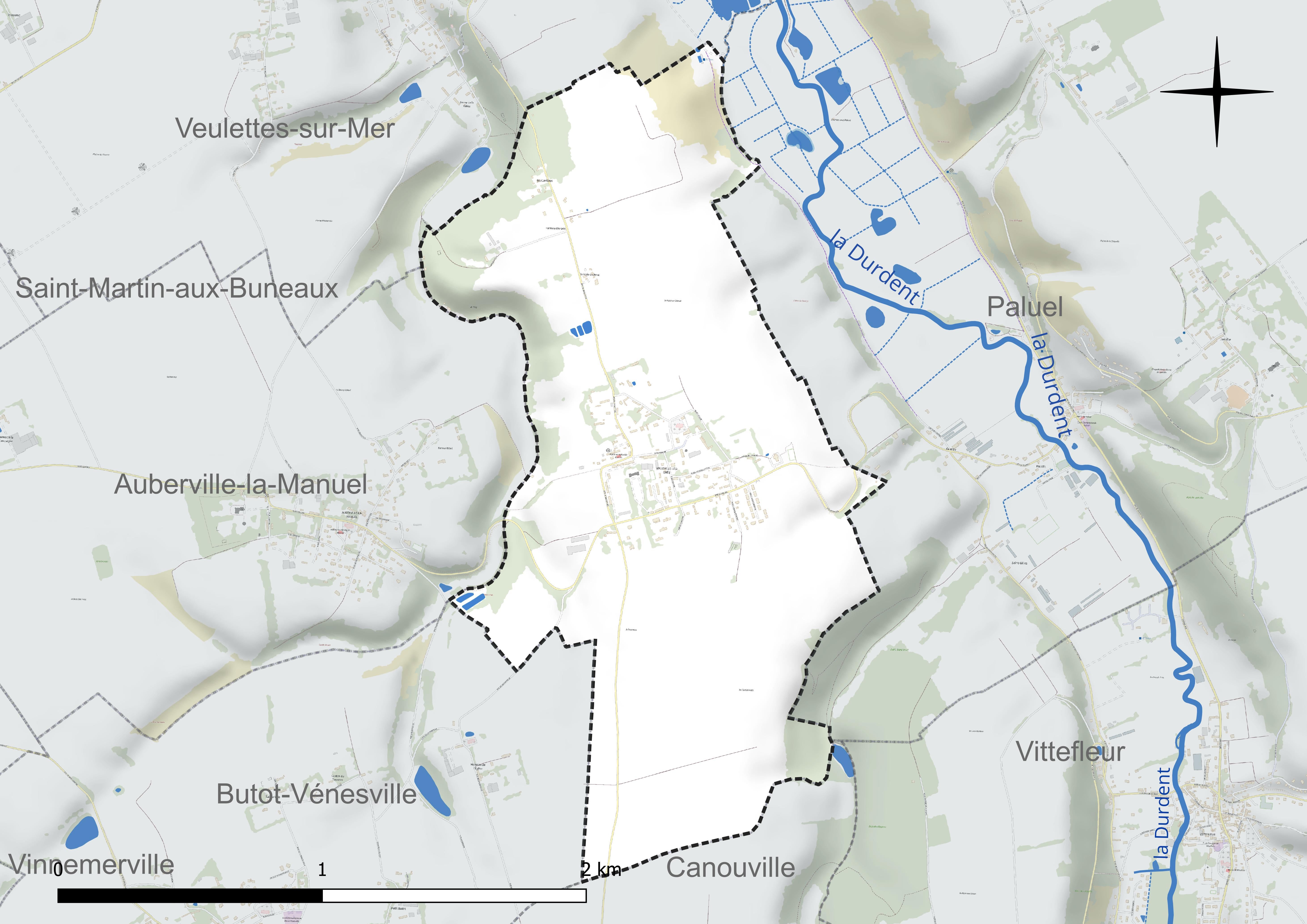
Réseau hydrographique de Malleville-les-Grès.

### Climat
Pour des articles plus généraux, voir Climat de la Normandie et Climat de la Seine-Maritime.
En 2010, le climat de la commune est de type climat océanique franc, selon une étude du CNRS s'appuyant sur une série de données couvrant la période 1971-2000. En 2020, Météo-France publie une typologie des climats de la France métropolitaine dans laquelle la commune est exposée à un climat océanique et est dans la région climatique Côtes de la Manche orientale, caractérisée par un faible ensoleillement (1 550 h/an) ; forte humidité de l’air (plus de 20 h/jour avec humidité relative > 80 % en hiver), vents forts fréquents. Parallèlement le GIEC normand, un groupe régional d’experts sur le climat, différencie quant à lui, dans une étude de 2020, trois grands types de climats pour la région Normandie, nuancés à une échelle plus fine par les facteurs géographiques locaux. La commune est, selon ce zonage, exposée à un « climat maritime », correspondant au Pays de Caux, frais, humide et pluvieux, légèrement plus frais que dans le Cotentin.
Pour la période 1971-2000, la température annuelle moyenne est de 10,7 °C, avec une amplitude thermique annuelle de 12,8 °C. Le cumul annuel moyen de précipitations est de 871 mm, avec 12,5 jours de précipitations en janvier et 8,4 jours en juillet. Pour la période 1991-2020, la température moyenne annuelle observée sur la station météorologique la plus proche, située sur la commune d'Ectot-lès-Baons à 25 km à vol d'oiseau, est de 10,8 °C et le cumul annuel moyen de précipitations est de 905,5 mm,. Pour l'avenir, les paramètres climatiques de la commune estimés pour 2050 selon différents scénarios d’émission de gaz à effet de serre sont consultables sur un site dédié publié par Météo-France en novembre 2022.

## Urbanisme

### Typologie
Au 1er janvier 2024, Malleville-les-Grès est catégorisée commune rurale à habitat dispersé, selon la nouvelle grille communale de densité à sept niveaux définie par l'Insee en 2022.
Elle est située hors unité urbaine et hors attraction des villes,.

### Occupation des sols
L'occupation des sols de la commune, telle qu'elle ressort de la base de données européenne d’occupation biophysique des sols Corine Land Cover (CLC), est marquée par l'importance des territoires agricoles (80,9 % en 2018), en diminution par rapport à 1990 (82,5 %). La répartition détaillée en 2018 est la suivante : 
terres arables (62 %), prairies (18,9 %), zones urbanisées (11,4 %), forêts (7,7 %). L'évolution de l’occupation des sols de la commune et de ses infrastructures peut être observée sur les différentes représentations cartographiques du territoire : la carte de Cassini (XVIIIe siècle), la carte d'état-major (1820-1866) et les cartes ou photos aériennes de l'IGN pour la période actuelle (1950 à aujourd'hui).

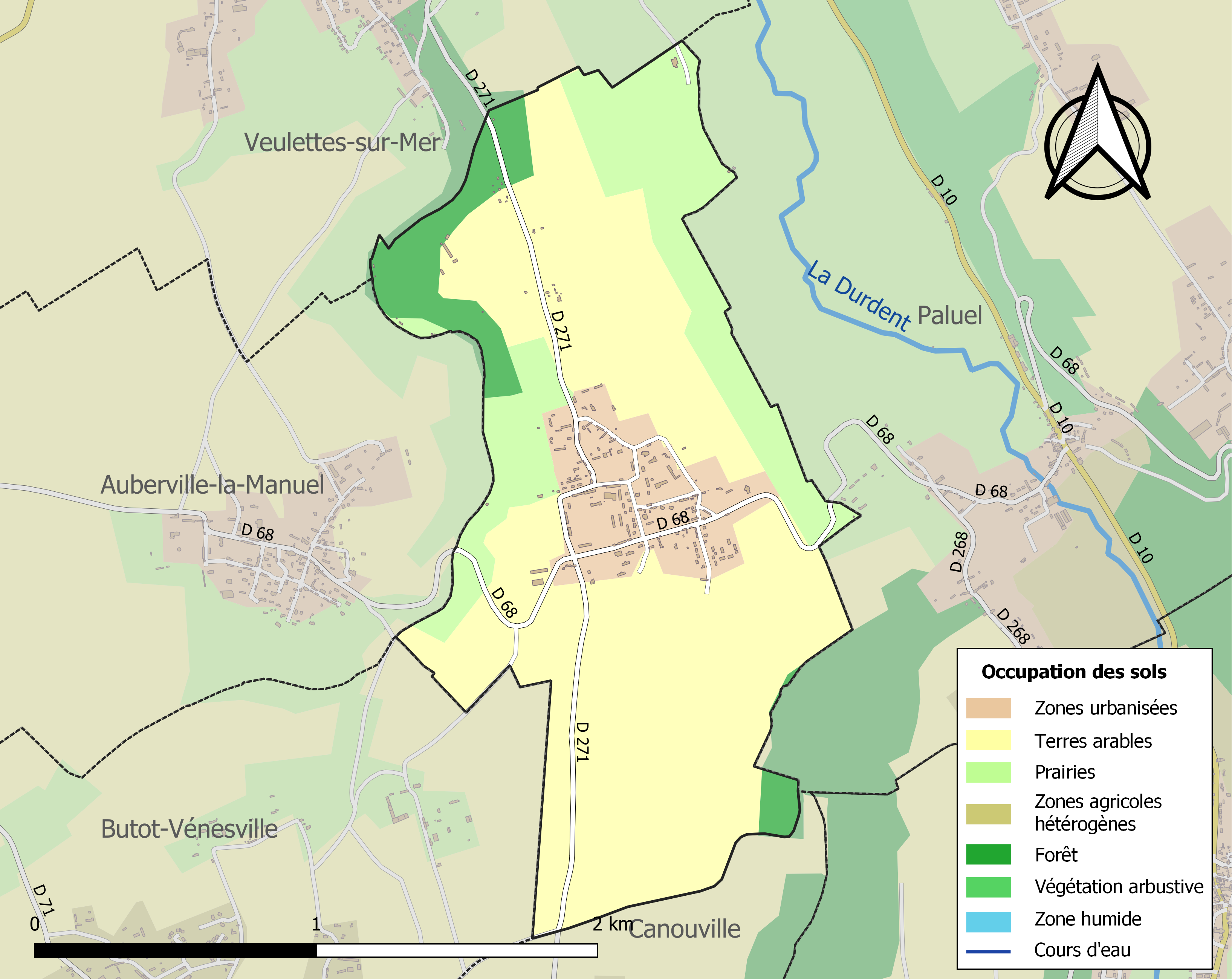
Carte des infrastructures et de l'occupation des sols de la commune en 2018 (CLC).

## Toponymie

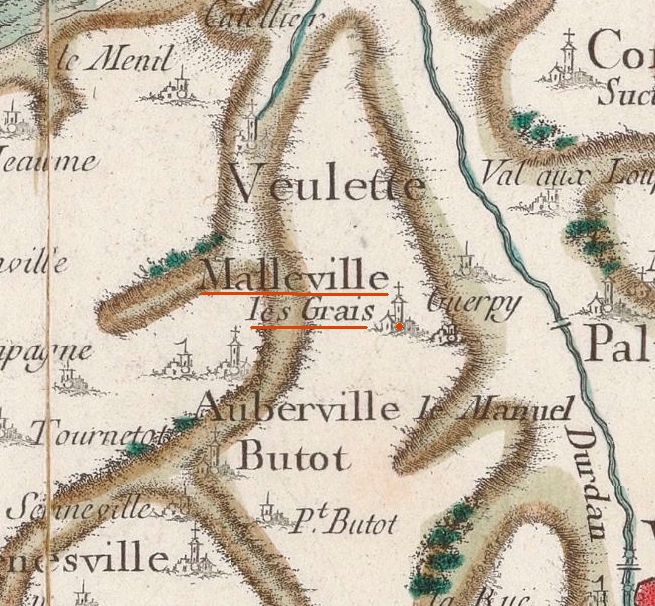
Carte de Cassini de Malleville-les-Grais(vers 1750).

Le nom de la localité est attesté sous la forme Maleville au XIIe siècle, Malleville les Grais en 1793, Malleville-les-Grès en 1801.
Maleville : de l'adjectif de la langue d'oïl male, « mauvaise » et ville, « village », « mauvais village ».
Le complément Grès est attesté dès 1282, témoin d'une activité industrielle.

## Histoire
- Malleville au tout début du XXe siècle

"Malleville
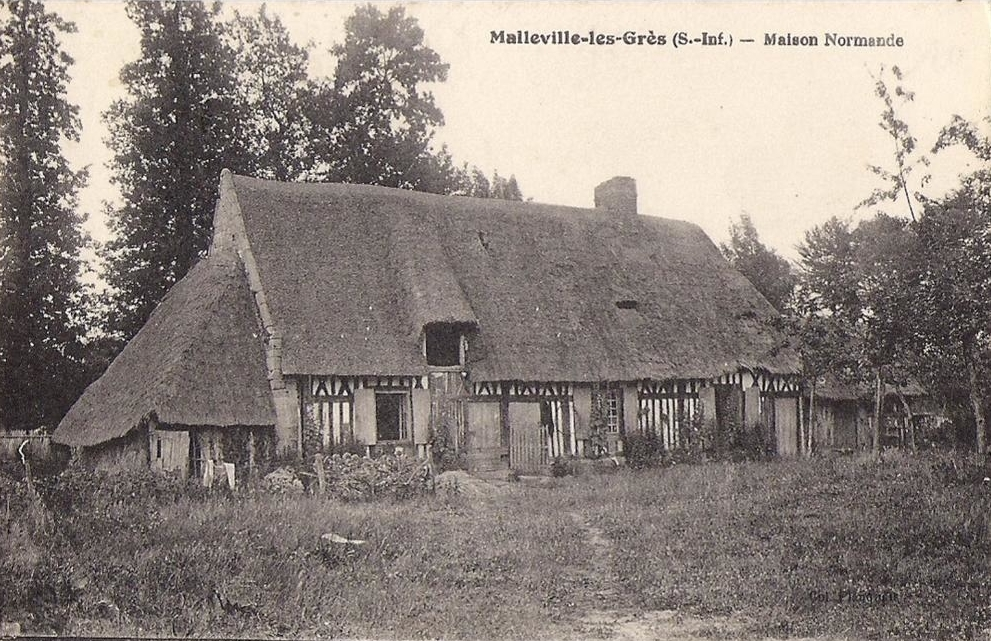
Vieille chaumière à colombages et toit de chaume. (carte postale vers 1920)
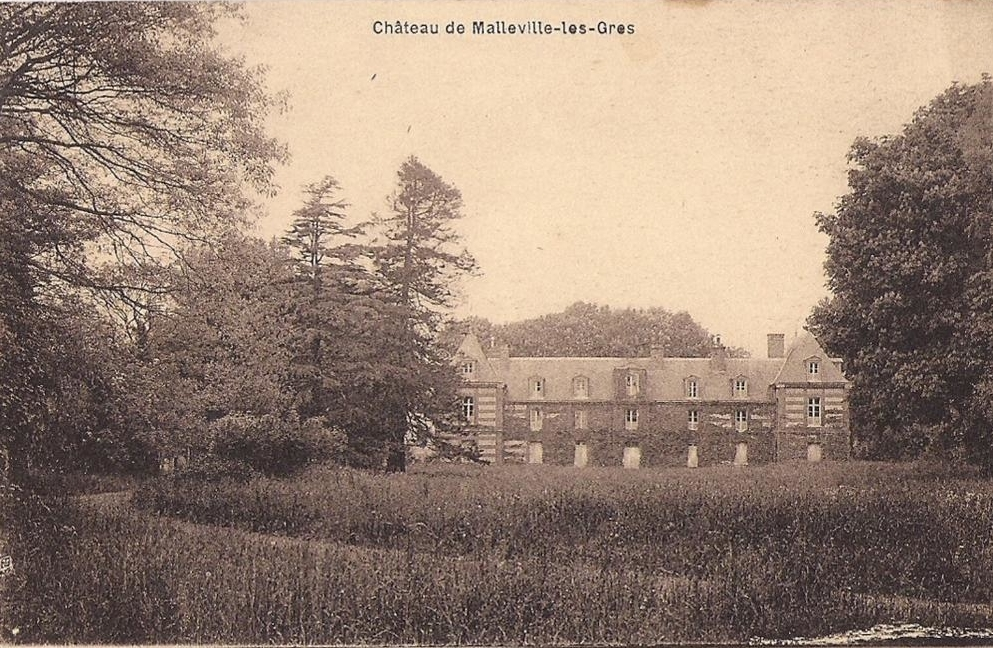
Le château de Malleville-lès-Grès, vers 1920

## Politique et administration
| Période                                  | Période                    | Identité             | Étiquette | Qualité |
| ---------------------------------------- | -------------------------- | -------------------- | --------- | --- |
| Les données manquantes sont à compléter. |                            |                      |           | |
| mars 2001                                | En cours (au 10 août 2020) | Jean-Louis Chauvensy | LR        | Conseiller départemental (2015-2021) Vice-président de la CC de la Côte d'Albâtre (2008 → 2016) Réélu pour le mandat 20120-2026 |

## Démographie
L'évolution du nombre d'habitants est connue à travers les recensements de la population effectués dans la commune depuis 1793. Pour les communes de moins de 10 000 habitants, une enquête de recensement portant sur toute la population est réalisée tous les cinq ans, les populations de référence des années intermédiaires étant quant à elles estimées par interpolation ou extrapolation. Pour la commune, le premier recensement exhaustif entrant dans le cadre du nouveau dispositif a été réalisé en 2005.

En 2022, la commune comptait 205 habitants, en évolution de +24,24 % par rapport à 2016 (Seine-Maritime : +0,35 %, France hors Mayotte : +2,11 %).
| 1793 | 1800 | 1806 | 1821 | 1831 | 1836 | 1841 | 1846 | 1851 |
| ---- | ---- | ---- | ---- | ---- | ---- | ---- | ---- | ---- |
| 258  | 285  | 279  | 289  | 267  | 303  | 296  | 272  | 294  |

| 1856 | 1861 | 1866 | 1872 | 1876 | 1881 | 1886 | 1891 | 1896 |
| ---- | ---- | ---- | ---- | ---- | ---- | ---- | ---- | ---- |
| 315  | 335  | 293  | 259  | 249  | 229  | 218  | 223  | 210  |

| 1901 | 1906 | 1911 | 1921 | 1926 | 1931 | 1936 | 1946 | 1954 |
| ---- | ---- | ---- | ---- | ---- | ---- | ---- | ---- | ---- |
| 189  | 195  | 192  | 156  | 160  | 147  | 154  | 165  | 146  |

| 1962 | 1968 | 1975 | 1982 | 1990 | 1999 | 2005 | 2006 | 2010 |
| ---- | ---- | ---- | ---- | ---- | ---- | ---- | ---- | ---- |
| 144  | 122  | 96   | 144  | 158  | 142  | 154  | 154  | 155  |

| 2015 | 2020 | 2022 | - | - | - | - | - | - |
| ---- | ---- | ---- | - | - | - | - | - | - |
| 165  | 205  | 205  | - | - | - | - | - | - |

## Culture locale et patrimoine

### Lieux et monuments
La commune compte un monument historique :
- le calvaire érigé en 1650, inscrit par arrêté du 3 février 1971[21].

On peut également signaler : 
- Église Saint-Michel.

La commune fait partie, au même titre que Veulettes-sur-Mer et Paluel, de la zone naturelle d'intérêt écologique, faunistique et floristique (ZNIEFF) dénommée Basse vallée de la Durdent.

### Personnalités liées à la commune
- Jules Corniquet, poète normand, vécu dans ce village de 1875 à 1942. Lauréat des jeux  floraux du Languedoc, des annales politiques et littéraires, de la revue picarde et normande, membre des poètes de la jeune académie, il publia ses poésies dans le journal  "l'abeille cauchoise" de 1936 à 1939. Sous l'occupation allemande, ses pamphlets sur Hitler le condamnèrent à finir ses jours en asile psychiatrique.

### Héraldique
| Armes de Malleville-les-Grès | Les armes de la commune de Malleville-les-Grès se blasonnent ainsi : De gueules à la fleur trilobée d’argent posée en tiercefeuille versée, chaque pétale chargé d’une étoile de sable percée. |